# Sebastián Mora

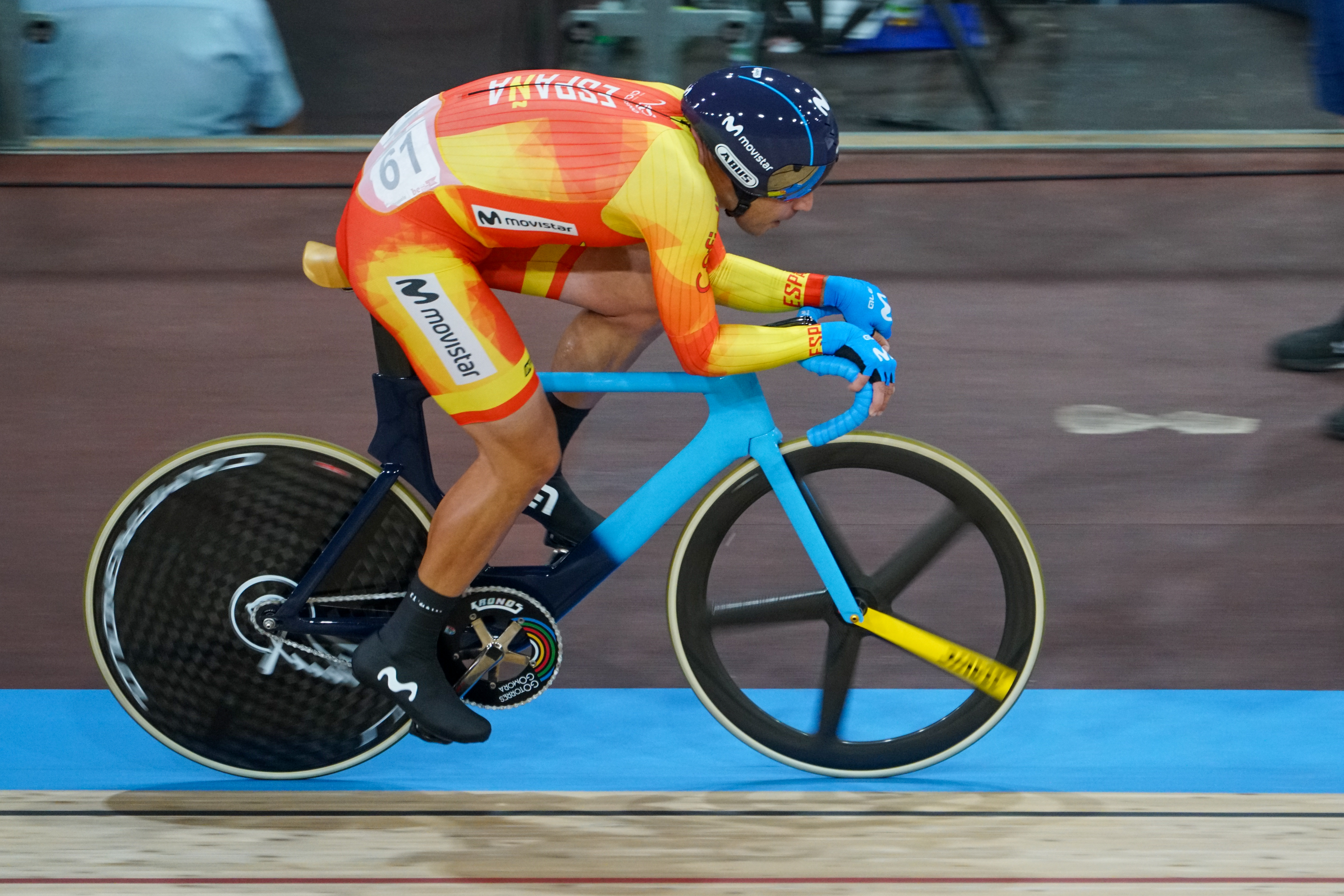
Mora im Punktefahren bei der Bahn-WM 2020

Sebastián Mora Vedri (* 19. Februar 1988 in Villarreal) ist ein spanischer Radrennfahrer, der auf Straße und Bahn Rennen fährt.

## Sportlicher Werdegang
2005 wurde Sebastián Mora spanischer Vize-Meister der Junioren im Scratch. 2010 wurde er in Sankt Petersburg U23-Europameister in derselben Disziplin. 2011 wurde er Dritter der spanischen Meisterschaft im Straßenrennen und jeweils Zweiter in der Einerverfolgung und im Scratch.
Bei den Bahnradsport-Weltmeisterschaften 2012 in Melbourne belegte Mora gemeinsam mit Albert Torres im Zweier-Mannschaftsfahren Rang fünf.
2015 wurde Mora zweifacher Europameister, im Scratch und mit Albert Torres im Zweier-Mannschaftsfahren. Im Jahr darauf errang er bei den Bahnweltmeisterschaften den Titel im Scratch und wurde mit Torres Europameister im Zweier-Mannschaftsfahren. 2018 wurden Mora und Torres gemeinsam Vize-Weltmeister im Zweier-Mannschaftsfahren. Im Jahr darauf errang Mora bei den Bahnweltmeisterschaften Silber im Punktefahren, und er wurde erneut Europameister im Scratch. 2020 errang Mora in Punkte- und Zweier-Mannschaftsfahren (mit Albert Torres) zwei weitere Titel als Europameister, und er errang bei den Weltmeisterschaften in Berlin Silber im Punktefahren und Bronze im Scratch.
Zweimal startete Mora mit Albert Torres im Zweier-Mannschaftsfahren bei den Olympischen Spielen: 2021 in Tokio belegte das Gespann Rang sechs, 2024 wurden sie Achte. Bei den folgenden Weltmeisterschaften holte Mora das zweite Regenbogentrikot seiner Karriere, indem er das Punktefahren gewann.

## Erfolge

### Bahn
2010
- U23-Europameister – Scratch, Madison mit Airán Fernández

2013
- Spanischer Meister – Einerverfolgung

2014
- Spanischer Meister – Einerverfolgung
- Spanischer Meister – Madison mit Julio Amores

2015
- Europameister – Scratch
- Europameister – Madison (mit Albert Torres)

2016
- Weltmeister – Scratch
- Weltmeisterschaften – Madison (mit Albert Torres)
- Sechstagerennen von Rotterdam (mit Albert Torres)
- Europameister – Madison (mit Albert Torres)

2018
- Weltmeisterschaft – Madison (mit Albert Torres)
- Finale Six Day Series (mit Albert Torres)
- Spanischer Meister – Einerverfolgung, Madison (mit Óscar Pelegri)

2019
- Weltmeisterschaft – Punktefahren
- Europameister – Scratch

2020
- Weltmeisterschaft – Punktefahren
- Weltmeisterschaft – Scratch
- Europameister – Punktefahren, Zweier-Mannschaftsfahren (mit Albert Torres)

2021
- Track Champions League – zwei Einzelsiege

2022
- Spanischer Meister – Omnium, Zweier-Mannschaftsfahren (mit Iker Bonillo)
- Europameisterschaft – Omnium
- Track Champions League – ein Einzelsieg

2023
- Spanischer Meister – Zweier-Mannschaftsfahren (mit Iker Bonillo)

2024
- Europameisterschaft – Punktefahren
- Weltmeister – Punktefahren

2025
- Nations Cup in Konya – Zweier-Mannschaftsfahren (mit Albert Torres)

### Straße
2014
- eine Etappe Tour of Thailand